# Eneu
Eneu (grec antic Οἰνεύς, llatí Oeneus), segons la mitologia grega va ser un rei de Calidó, fill de Portàon i d'Èurite. Es diu que Dionís li regalà el primer cep plantat a Grècia. Casat amb Altea, una filla de Testi, fou pare de Climen, Deianira, Motone, Gorge i Melèagre. Després de la mort d'Altea, que se suïcidà per haver mort el seu fill Melèagre en un moment de còlera, es va tornar a casar amb Peribea, filla del rei d'Olenos, Hipònous. Sobre aquest matrimoni hi ha diverses tradicions: la primera diu que Peribea havia estat capturada per Eneu quan aquest havia vençut el seu pare Hipònous i l'obtingué com a part del botí. Una altra versió diu que Hipònous l'envià a Eneu perquè havia estat seduïda pel déu Ares. Segons una darrera versió el seductor hauria estat el mateix Eneu. Amb Peribea tingué un fill, Tideu, pare de Diomedes. D'acord amb la tradició, per haver-se oblidat d'Àrtemis quan va fer un sacrifici a tots els déus va provocar la còlera d'aquesta deessa, que envià el Senglar de Calidó a devastar el seu regne. després, té un paper en el cicle d'Heracles, com a pare de Deianira. A la seva cort, l'heroi va passar alguns anys després d'haver dut a terme els seus treballs, i va ser-ne expulsat per un homicidi involuntari. Ja vell, intervé en la llegenda del seu net Diomedes. Va ser desposseït del seu regne pels seus nebots, els fills d'Agri. Diomedes, amb l'ajuda d'Alcmeó, els va matar, va lliurar el regne de Calidó a Andrèmon, marit de Gorge, i per tant, un dels gendres d'Eneu, i es va endur l'anciá, que ja era incapaç de defensar el seu país. Es diu també que durant el viatge, dos dels fills d'Agri que havien sobreviscut, el varen matar quan travessava l'Arcàdia.